# Le Thé chez la concierge
Le Thé chez la concierge è un cortometraggio muto del 1907 diretto da Louis Feuillade.

## Produzione
Il film fu prodotto dalla Société des Etablissements L. Gaumont.

## Distribuzione
Distribuito dalla Société des Etablissements L. Gaumont, uscì nelle sale cinematografiche nel marzo 1907.